# Taenaris montana
Taenaris montana är en fjärilsart som beskrevs av Hans Ferdinand Emil Julius Stichel 1906. Taenaris montana ingår i släktet Taenaris och familjen praktfjärilar. Inga underarter finns listade i Catalogue of Life.